# Halmágymező
Halmágymező (Poienari) település Romániában, a Partiumban, Arad megyében.

## Fekvése
Nagyhalmágytól délre fekvő település.

## Története
Halmágymező nevét 1760–1762 között említette először oklevél Pojenar néven. 1808-ban Pojenár, Polendorf, Pojenaru, 1850-ben Kis Pojana, Pojenar, 1854-ben Kis Pojána, Poienari, 1888-ban Pojenár, 1913-ban Halmágymező néven írták.
Román lakosságú község, mely részben dombon, részben síkságon fekszik, Nagyhalmágy mellett. A település házai szétszórtan, rendezetlenül állnak, lakói nagyrészt földműveléssel foglalkoznak. Falurészek: Ducienesd és Bulesd.
Halmágymezőt 1764-ben a Bethlen család kapta adományba.
1910-ben 469 román görögkeleti ortodox lakosa volt.
A trianoni békeszerződés előtt Arad vármegye Nagyhalmágyi járásához tartozott.